# 薛楷
薛楷（1886年—？年），字式愙（或作式恪），號公覺，浙江省温州府瑞安縣人。日本東京高等工業學校畢業，宣統二年工科進士。

## 生平
光緒三十年（1904年），赴日本東京高等工業學校電機科留學。
宣統二年（1910年），參加遊學畢業生考試，得81分，列最優等。九月二日，內閣奉上諭：薛楷著賞給工科進士。
宣統三年（1911年），廷試一等，經學部考驗列最優等，授職翰林院庶吉士。
早期在浙江甲種工業學校教用器畫，同時在浙江第一師範學校兼教用器畫。
民國三年（1914年）3月至民國四年（1914年）3月，交通傳習所應用力學教員。
民國時任交通部職員（民國11年12月）、北京工業專門學校專員、電力科技士，北京電車公司工程師。
民國六年（1917年）1月，於北京工業專門學校專門教員任內，獲頒六等嘉禾章。